# Рубіж
Рубіж — селище в Україні, у Городнянській міській громаді Чернігівського району Чернігівської області.

## Історія
12 червня 2020 року, відповідно до розпорядження Кабінету Міністрів України № 730-р від «Про визначення адміністративних центрів та затвердження територій територіальних громад Чернігівської області», село увійшло до складу Городнянської міської громади.
19 липня 2020 року, в результаті адміністративно-територіальної реформи та ліквідації Городнянського району, село увійшло до складу Чернігівського району.

## Населення
Згідно з переписом УРСР 1989 року чисельність наявного населення селища становила 52 особи, з яких 29 чоловіків та 23 жінки.
За переписом населення України 2001 року в селищі мешкали 24 особи. 100 % населення вказало своєю рідною мовою українську мову.